# Warrior (álbum)
Warrior es el segundo álbum de estudio de la artista estadounidense Kesha. Fue lanzado el 30 de noviembre de 2012 por Sony Music en Australia y Nueva Zelanda, y fue lanzado el 4 de diciembre de 2012 por RCA Records en los Estados Unidos. Su música incorpora dance-pop y electropop estilos con elementos de rock electrónico, pop rock y rap partido.
Kesha describió el álbum como más personal que su anterior material, además de su intento de revivir al género rock n' roll. Su tema se dice que es "mágico" e inspirado por las experiencias de Kesha mientras estaba de gira, con letras que hablan de autoempoderamiento, el amor y el sexo. Kesha escribió la mayor parte del álbum mientras giras internacionales y durante su viaje espiritual. Los créditos de Warrior abarcan a letristas y productores de alto prestigio, incluyendo a Dr. Luke, Max Martin, Cirkut.
Tras su lanzamiento, Warrior recibió críticas generalmente favorables de los críticos de música, que elogió su rock con influencias material, el contenido lírico, y la colaboración, mientras que otros criticaron el uso de auto-tune y el contenido de fórmulas. El álbum alcanzó el número 6 en Billboard 200 en los Estados Unidos, también logró ingresar a la lista del Reino Unido, Australia, Bélgica, Irlanda, Nueva Zelanda y España.
El álbum obtuvo como primer sencillo a «Die Young», que se convirtió en un éxito internacional, alcanzando el número 2 en el Billboard Hot 100 de Estados Unidos, y en varios países alrededor del mundo logró éxito similar. «C'Mon», sirvió inicialmente como un sencillo promocional, y alcanzó el puesto número 27 después de su lanzamiento como segundo sencillo. Un acústico extended play (EP) Deconstructed fue lanzado exclusivamente a través de su sitio web para promover la edición fan del álbum.

## Antecedentes

### Desarrollo e inspiración
En junio de 2010, Kesha explicó a MTV que ya había comenzado a trabajar en su nuevo álbum de estudio y dijo que iba a ser distinto a Animal. La intérprete continuó diciendo que: «Siempre estoy cambiando y evolucionando porque escribo mi propia música y eso será un reflejo del disco. Aún estará la diversión y lo juvenil e irreverente». Luego, en mayo de 2011, aseguró que estaba tomando como inspiración lo más «teatral» de la era del rock de los años 70. También añadió que quería «capturar algo de la verdadera esencia de lo que es el rock and roll». Cuando se embarcó en su gira Get Sleazy Tour, Kesha comentó en una entrevista con Digital Spy que:

«Estoy escribiendo constantemente sobre todas mis locas experiencias en todo el mundo, así que tengo un montón de música ya escrita. Aún no he grabado ese material, pero definitivamente eso vendrá a la larga. No se han tomado decisiones finales».

Cuando se le preguntó cuántas canciones había escrito hasta el momento, la intérprete respondió que ya llevaba más de 200 en total, pero que no podría dar un número exacto acerca de sus composiciones recientes. Respecto a su inspiración, explicó que estuvo escuchando mucho a varios grupos de rock como Led Zeppelin y AC/DC. También expresó que: «Definitivamente quiero que el próximo disco sea experimental y me encanta jugar con los diferentes sonidos de la música que escucho». Además, manifestó que le gustaría trabajar con productores «no tan obvios» como Dr. Luke o Max Martin.

### Título y concepto
En marzo de 2011, la cantante reveló a la revista Beatweek que el nombre del disco sería Spandex on the Distant Horizon. Sin embargo, un año después, dijo a la revista Billboard que aún no tenía nombre. Tras una sesión de fotos con V Magazine el 2 de mayo de 2012, Kesha declaró que el tema principal del nuevo álbum eran los guerreros, ya que «todos tenemos un guerrero interior». El 19 de septiembre, anunció que el nombre del álbum era Warrior y que se lanzaría el 4 de diciembre. Yu Tsai tomó la portada del disco, la cual Kesha mostró por primera el mismo día que anunció su título y lanzamiento. Esta muestra a la intérprete en el amanecer de un desierto multicolor usando un traje de cristales arcoíris.

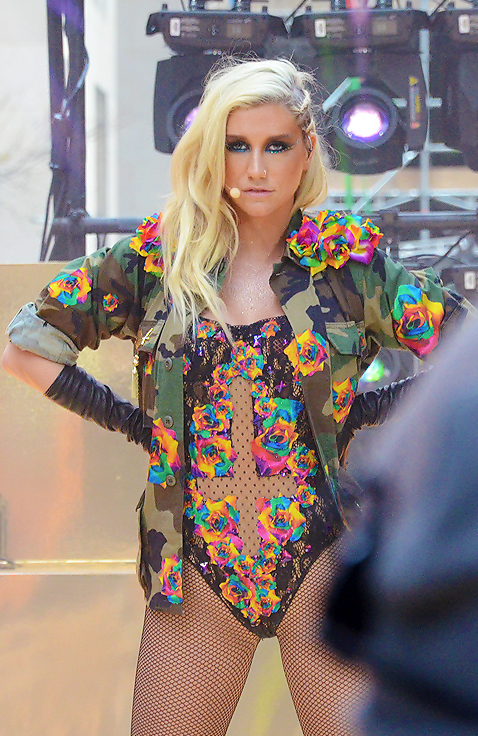
Kesha interpretando «Die Young» en el Today Show NY.

## Sencillos

### «Die Young»
El primer sencillo del álbum, fue anunciado en la ceremonia de los MTV Video Music Awards 2012, dónde Kesha dijo que sería lanzado el próximo 25 de septiembre. Tras el anuncio, la canción fue publicada en BMI, y fue coescrita por el cantante Nate Ruess y como coproductor Benny Blanco, quien describió la canción como "rock hippie viejo". El sencillo debutó en la posición 13 del Billboard Hot 100 en la semana del 13 de octubre, registrando el segundo mejor debut de la semana, solo superado por Begin Again de Taylor Swift que debutó en el n.º 7. Además, fue la tercera canción más descargada de esa semana en EE. UU., hasta llegar al número 2 de dicha lista.

### «C'Mon»
Originalmente lanzada como un sencillo promocional, la canción se convirtió en el segundo sencillo de Warrior. Fue enviada a las radios estadounidenses el 7 de enero de 2013, mientras que su vídeo musical fue estrenado el 11 de enero de 2013.

### «Crazy Kids»
Fue lanzado como el tercer sencillo del álbum, el 30 de abril de 2013 bajo una primera remezcla que cuenta con la colaboración de will.i.am.. Debutó al interior del Top10 en países como Corea del Sur, Turquía y Ucrania, además de alcanzar el número cuarenta de la Billboard Hot 100 de los Estados Unidos.
El 21 de mayo se lanzó una segunda remezcla de la canción, con la colaboración del cantante Juicy J. El vídeo musical con will.i.am fue lanzado el 28 de mayo de 2013 y subido en su cuenta de Vevo el 29 de mayo de 2013. Existe una tercera remezcla de la canción, con las voces del rapero Pitbull, que aún no ha sido publicada.
El vídeo ha conseguido 78 millones de visitas en YouTube, más que su segundo sencillo C'mon.

### «Dirty Love»
Lanzado como 4 sencillo del álbum, el 1 de enero de 2014 con una versión diferente a la del álbum como ocurrió con su antecesor, esta versión solo incluye la voz de la cantante y no las voces del cantante de rock Iggy Pop. La canción fue lanzada a Itunes, junto con su video a la cuenta personal de Kesha en Youtube, alcanzando más de 50 000 visitas en 1 día. Se anunció mediante Twitter, ya que Kesha tenía una sorpresa que dar. Según la cantante, "Dirty Love" es su canción preferida del álbum.
Hoy ya supera los 3 millones de visitas.

## Recepción Crítica
Warrior recibió críticas mayormente positivas de críticos de música. En Metacritic, que asigna una calificación normalizada de 100 a las reseñas de los críticos principales, el álbum recibió una puntuación promedio de 71 según 19 revisiones, que indican "revisiones generalmente favorables". Melissa Maerz de  Entertainment Weekly  le dio una crítica positiva, la calificó con una (B) y dijo: "Las bromas sucias de Ke $ ha pueden ser lo que la separa de sus compañeros que practican la abstinencia de fantasmas". Drowned in Sound calificó el álbum como ocho de cada diez, lo llamó "un álbum de fiesta en una misión" y mencionó: " Warrior  nunca es aburrido, siempre divertido, y con frecuencia un viaje emocionante e impredecible. " BBC Music, el crítico Nick Levine, también fue positivo en el álbum y escribió: "Tomado en conjunto, este es otro sorprendentemente agradable. álbum de una cantante pop que ha logrado ampliar su enfoque sin perder su USP. "
Slant Magazine dio una reseña mixta al álbum, lo calificó con tres estrellas de cada cinco y dijo: "La mayoría de los Guerreros se adhieren a la fórmula probada de Kesha. The Guardian, fue más crítico en el disco y culpó a la artista por "decidir arreglar lo que no está roto", calificó el álbum con de dos estrellas -de cinco y dijo: "autoTune, desplegado en todo el disco, convierte la voz de Kesha en un graznido, y no de una buena manera". Sin embargo, Elysa Gardner de USA Today sintió que el lanzamiento estaba "lleno de melodías pegadizas, producidas astutamente que promueven la autocomplacencia como si fuera un derecho civil, y/o encogerse de hombros o abrazar los riesgos planteados por vivir en el momento.".
Stephen Thomas Erlewine de Allmusic profundizó en el álbum y elogió a la artista por tomar la mejor dirección para su segundo disco de estudio, le dio cuatro estrellas de cinco y dijo: "Es un muro a fiesta en la pared para los fanáticos, los burnouts, los marginados y los inadaptados, y si no lo entiendes, es tu culpa, no de ella. " los críticos del New York Times fueron También positivos en el álbum y relacionaron las influencias con "beber, sexo, jurar, noches duras en el club" y confesó que "la sorpresa furtiva en el centro de su proyecto es la dulzura, como siempre lo fue", lo que sugiere que puede ser una La estrella del campo con "una opción para ella en cinco años aproximadamente, cuando cumpla 30 años" y describió todo el registro como: "No hay revelación aquí, solo diversión fuerte".

## Rendimiento comercial
Warrior debutó en el número seis en Billboard 200, vendiendo 85,000 copias en su primera semana. El álbum fue insuficiente en comparación con su álbum debut, Animal, que llegó al número uno en el Billboard 200. A partir de febrero de 2014, ha vendido 349,000 copias en el país. Fekadu, Mesfin (24 de abril de 2013). «Ke$ha Kardashian? la cantante pop se dirige a la tierra de la realidad». Denver Post. Archivado desde el original el 4 de marzo de 2016. Consultado el 6 de febrero de 2014. </ref> El álbum debutó en el número 66 en UK Albums Chart con 2,101 copias vendidas. Llegó a su punto máximo en el número 60 en esa tabla, vendiendo solo 17,000 copias hasta la fecha en el país.
"Die Young", el primer sencillo del álbum, fue un éxito internacional, alcanzando el puesto número dos en Hot 100. El sencillo se redujo al número cuatro, sufriendo masivos airplay y recortes de ventas después de que el tiroteo de la escuela primaria Sandy Hook causará que las letras fueran interpretadas negativamente por los críticos. el segundo sencillo "C 'Mon "debutó en el número 99 en Hot 100, alcanzando un máximo de 27 finalizando efectivamente la serie de diez éxitos de Kesha que se ha acumulado desde su primer sencillo " Tik Tok". Crazy Kids fue lanzado como el tercer sencillo de 'Warrior' y se incluyó en varios países, incluidos los Estados Unidos, Australia, Reino Unido, Corea del Sur, y otros. Otras canciones incluidas en la lista incluyen "Thinking of You" y la canción del título del álbum, "Warrior", que alcanzó un máximo de 14 y 25 respectivamente en la tabla Bubbling Under Hot 100 Singles.

## Lista de canciones
- Edición estándar

| Warrior |                                         |                                                                                  |          |  |
| N.º     | Título                                  | Escritor(es)                                                                     | Duración |  |
| 1.      | «Warrior»                               | Kesha, Dr. Luke, Max Martin, , Pebe Sebert y Cirkut                              | 4:00     |  |
| 2.      | «Die Young»                             | Kesha, Dr. Luke, Benjamin Levin, Nate Ruess, y Cirkut                            | 3:31     |  |
| 3.      | «C'Mon»                                 | Kesha, Dr. Luke, Benjamin Levin, Max Martin, Bonnie McKee, y Cirkut              | 3:34     |  |
| 4.      | «Thinking of You»                       | Kesha, Dr. Luke, Benjamin Levin, Ammar Malik, Dan Omelio, Cirkut y Klas Åhlund   | 3:04     |  |
| 5.      | «Crazy Kids»                            | Kesha, will.i.am, Dr. Luke, Benjamin Levin y Cirkut                              | 3:50     |  |
| 6.      | «Wherever You Are»                      | Kesha, Dr. Luke, Max Martin y Cirkut                                             | 3:58     |  |
| 7.      | «Dirty Love» (con Iggy Pop)             | Kesha, Dr. Luke, Iggy Pop, Pebe Sebert, Matt Squire y Cirkut                     | 2:44     |  |
| 8.      | «Wonderland»                            | Kesha, Dr. Luke, Allan Grigg, Pebe Sebert y Cirkut                               | 3:42     |  |
| 9.      | «Only Wanna Dance with You»             | Kesha, Dr. Luke, Max Martin,y Cirkut                                             | 3:31     |  |
| 10.     | «Supernatural»                          | Kesha, Dr. Luke, Nik Kershaw, Max Martin, Bonnie McKee y Cirkut                  | 4:10     |  |
| 11.     | «All That Matters (The Beautiful Life)» | Kesha, Lukas Hilbert, Savan Kotecha, Alexander Kronlund, Max Martin, y Shellback | 3:37     |  |
| 12.     | «Love into the Light»                   | Kesha Sebert                                                                     | 4:46     |  |
| 44:27   |                                         |                                                                                  |          |  |

- Edición de lujo

| Warrior — Edición de lujo |                 |                                                     |          |  |
| N.º                       | Título          | Escritor(es)                                        | Duración |  |
| 13.                       | «Last Goodbye»  | Kesha, Dr.Luke, Amar Malik, Dan Omelio y Cirkut     | 3:50     |  |
| 14.                       | «Gold Trans Am» | Kesha, Dr. Luke, Allan Grigg, Pebe Sebert y Cirkut  | 3:20     |  |
| 15.                       | «Out Alive»     | Kesha, Joshua Coleman, Mathieu Jomphe y Pebe Sebert | 3:31     |  |
| 16.                       | «Past Lives»    | Kesha y Ben Folds                                   | 3:35     |  |
| 58:43                     |                 |                                                     |          |  |

## Posicionamiento en listas

### Semanales
| País              | Lista                    | Mejor posición |      |
| 2012              | 2012                     | 2012           | 2012 |
| ----------------- | ------------------------ | -------------- | ---- |
| Alemania          | German Albums Chart      | 1              |      |
| Australia         | Australian Albums Chart  | 12             |      |
| Austria           | Austrian Albums Chart    | 4              |      |
| Bélgica (Flandes) | Ultratop 50              | 11             |      |
| Bélgica (Valonia) | Ultratop 40              | 8              |      |
| Canadá            | Canadian Albums          | 10             |      |
| España            | Spanish Albums Chart     | 7              |      |
| Estados Unidos    | Billboard 200            | 6              |      |
| Estados Unidos    | Digital Albums           | 2              |      |
| Nueva Zelanda     | New Zealand Albums Chart | 30             |      |
| Reino Unido       | UK Albums Chart          | 2              |      |
| Suiza             | Swiss Albums Chart       | 6              |      |